# Raškovice
Raškovice település Csehországban, a Frýdek-místeki járásban. Raškovice Frýdek-Místek, Janovice, Nižní Lhoty, Krásná, Vyšní Lhoty és Pražmo településekkel határos. Lakosainak száma 2052 fő (2024. január 1.).

## Népesség
A település lakosságának változását az alábbi diagram mutatja:
| Lakosok száma | 1135 | 1246 | 1284 | 1496 | 1767 | 1738 | 1838 | 1880 | 2009 | 2052 |
|               | 1869 | 1890 | 1921 | 1950 | 1980 | 2001 | 2017 | 2019 | 2022 | 2024 |